# Приільменська низовина
Приільменська низовина — низинний простір на заході Європейської частини Росії, широкими сходами — терасами — спускається до центру, де розташовано озеро Ільмень. Приільменська низовина — тектонічна депресія, у піздньольодовиковий час заповнена водами прильодовикового басейну і має у підмурів'ї морену, стрічкові глини і піски.
Приільменська низовина надзвичайно пласка. Висоти коливаються від 18 до 50 м над рівнем моря. Найбільш знижена центральна частина, де розташоване озеро Ільмень. У нього впадають численні річки: Шелонь, Ловать, Мста, Веряжа тощо. Тільки одна річка — Волхов, що впадає в Ладозьке озеро, бере початок з Ільменя.
Поверхня Приільменської низовини сильно заболочена. Річки, що течуть по ній, мають неглибокі долини, озера — низькі береги. Лише південний берег озера Ільмень високий (до 16 м). Західний, північний і східний береги заливаються під час повені на багато кілометрів.
По околиці низовина підвищується до 100 м над рівнем моря, поверхня її робиться більш розчленованої. Ближче до Валдайської височини зустрічаються пагорби, тераси, глибокі річкові долини річок Холови, Явоні, Полометі та інших.
Валдайський уступ, що відокремлює Приільменську низовину від Валдайської височини, місцями досягає висоти 100 м. Уступ складається з декількох терас.
Приільменська низовина лежить в основному в підзоні змішаних лісів, на півночі — в підзоні тайги. Значною мірою, особливо на південному заході, розорана.